# ソビエト連邦軍最高司令官

ソビエト連邦軍最高司令官の旗（1964年から1991年）

ソビエト連邦軍最高司令官（ソビエトれんぽうぐんさいこうしれいかん、ロシア語: Верховный Главнокомандующий Вооружёнными Силами СССР, ラテン文字転写: ）は、ソビエト連邦軍の最高位の役職である。
ただし、正式な役職ではなく、時代によって最高司令官職の地位も異なる。

## 歴史
大祖国戦争 （独ソ戦）中の1941年8月8日、最高指導者のヨシフ・スターリンはソ連軍最高司令官に任命された。
1955年2月以降の軍の最高司令官は国防評議会議長が務めることになった。この国防評議会議長は、1955年2月7日にソビエト連邦共産党中央委員会で暫定的に承認された、ソ連共産党中央委員会とソビエト連邦閣僚会議の共同決議（日付は不明）によって創設された。この役職には、ニキータ・フルシチョフ中央委員会第一書記が国防評議会議長に任命された。
その後、最高司令官の地位は国家の役職である閣僚評議会議長、 最高会議幹部会議長、最高幹部会議員などの地位に関係なく、中央委員会第一書記（後に書記長）が務めるようになった。
1977年ソビエト連邦憲法では、国防評議会はソ連最高会議議員によって構成されると規定されていた。1970年代から1980年代初頭にかけての出版物では、フルシチョフの後継者であるレオニード・ブレジネフがソビエト連邦軍最高司令官と呼ばれることもあったが、この地位に関する規範的な法令は発表されていない。
1990年3月14日に憲法改正が行われ、国家元首の称号が「ソビエト連邦大統領」に改変され、大統領制に基づき、同職が「ソビエト連邦軍の最高司令官」であると規定された。
1990年3月15日、中央委員会書記長のミハイル・ゴルバチョフがソビエト連邦大統領に選出され、最高司令官となった。
1991年12月21日、独立国家共同体（CIS）創設11共和国の首脳は、ソビエト連邦国防大臣エフゲニー・シャポシニコフ航空軍元帥に「改革までの間」ソ連軍の指揮権を委託する議定書に調印し、シャポシニコフ元帥は、ゴルバチョフからソ連軍最高司令官の権限を事実上剥奪した。その4日後、ゴルバチョフは（辞任前に）「ソ連大統領によるソ連軍最高司令官の権限の辞任とソ連大統領直属の国防評議会の廃止について」、という法令を発表し、「ソ連大統領職の辞任に関連して、ソ連国軍最高司令官の権限を辞任する」と述べた。
1992年2月14日、CIS9カ国はシャポシニコフをCIS統合軍（CAF）総司令官に任命し、同年3月20日にはソ連国防省を基礎としてCIS CAF総司令部（Glavkomat）が設立された。しかし、1993年9月24日に、CIS統合軍は消滅し、総司令官のポストも廃止されソ連軍の大半はロシア連邦軍に受け継がれ、最高司令官の職はロシア連邦大統領が担うことなった。